# Szabolcsi Éva
Szabolcsi Éva (Budapest, 1934. február 28. – Budapest, 1980. november 26.) magyar italianista, irodalomtörténész, műfordító; Szabolcsi Bence (1899–1973) leánya, Szabolcsi Miksa unokája.

## Életpályája
Szabolcsi Bence és Győző Klára lánya. Anyai nagyapja Győző Adolf könyvkereskedő volt. Tanulmányait a Budapesti Tudományegyetem bölcsészettudományi karán végezte el. Főiskolai előadó és szerkesztő volt; 1973–1980 között a Nagyvilág című folyóirat rovatvezetőjeként dolgozott.
Irodalomtörténészként leginkább Carlo Goldoni foglalkoztatta, valamint az olasz irodalom alkotói és a magyar irodalom olaszországi befogadása. Műfordításainak fontos részét képezték a dráma- és filmforgatókönyv fordítások, így Carlo Goldoni, Eduardo De Filippo, Dario Fo színdarabjai.
Sírja a Farkasréti temetőben található (6/1-1-51).

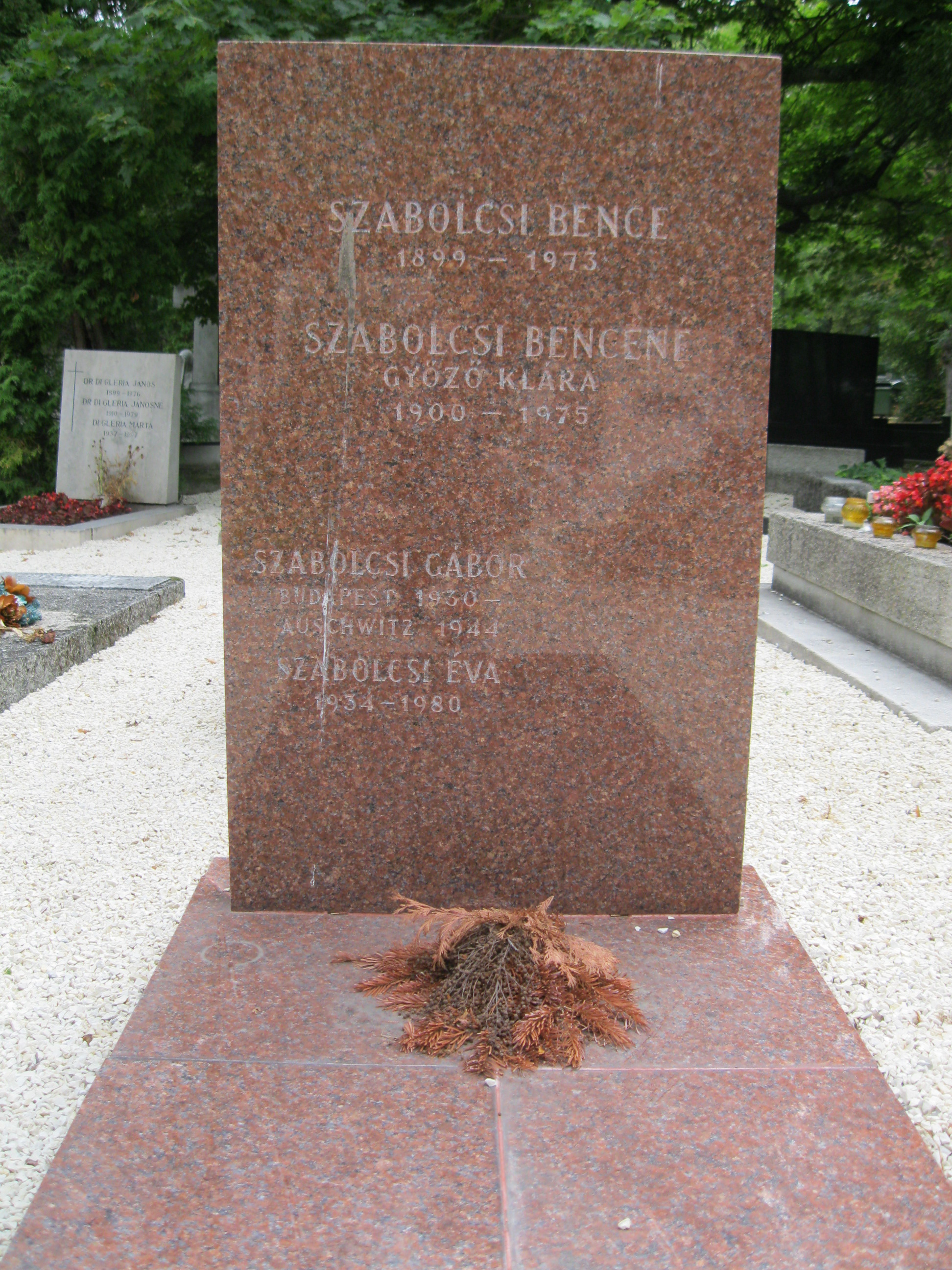
Szabolcsi Bence és Szabolcsi Éva sírja Budapesten. Farkasréti temető: 6/1-1-51.

## Művei
- A realizmus Goldoni színpadán (1958)

## Műfordításai
- F. Tempesti: Asszonyunk, Szép Heléna (regény, 1960)
- Vasco Pratolini: Metello (regény, 1961)
- Brunella Gasperini: Én és ők. Egy férj feljegyzései (regény, 1964)
- Giuseppe Dessi: A katonaszökevény (regény, 1964)
- Carlo Levi: Az óra (1966)
- Vitaliano Brancati: Szicíliai Don Giovanni - A szép Antonio (regények, Zsámboki Zoltánnal, 1972)

## Forgatókönyv-fordításai
- Luchino Visconti: Rocco és fivérei (1960)
- Michelangelo Antonioni: Az éjszaka (1961)
- Federico Fellini: 8½ (1963)